# Hrib pri Orehku
Hrib pri Orehku je naselje u slovenskoj Općini Novom Mestu. Hrib pri Orehku se nalazi u pokrajini Dolenjskoj i statističkoj regiji Jugoistočnoj Sloveniji. 

## Stanovništvo
Prema popisu stanovništva iz 2002. godine naselje je imalo 59 stanovnika.